# 交子
交子（こうし）とは中国北宋代に四川地方で発行された紙幣。世界史上初の紙幣とされる。北宋では交子、南宋では会子と呼ばれた。

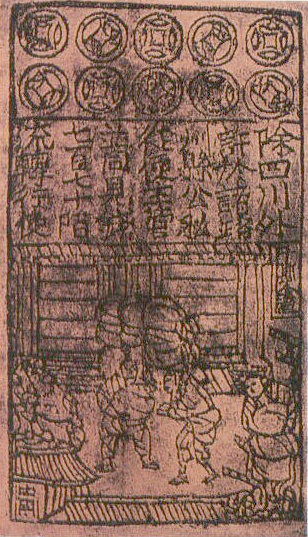
額面77000銭の交子。

## 交子発行前の状況
宋より前、唐代に堰坊というものがあり、銭・金銀・布帛などを預かり、預り手形を発行していた。この手形は他の地域において現物と同じ価値を持って支払いに使用することが出来、流通していた。堰坊は後に堕落して無頼者の集まる賭博場のごときものとなったが、手形発行の方式は全国的に広がり、交子・会子・関子などの手形が発行され、交子の発行所は交子鋪と呼ばれた。
五代十国時代においては全中国的に商業活動が活発化しており、主要な貨幣である銅銭（銅貨）の需要は非常に高かった。しかし四川地方では銅の産出量が少なかったので、当時四川を支配していた前蜀および後蜀政権では産出量の多かった鉄を使用して鉄銭を発行していた。宋朝に代わった後も全国的に銅不足の状態が続き、しかも西方に西夏などの新興の非漢民族政権が成立して四川がその勢力圏に近接するようになったため、四川では引き続いて鉄銭の使用が強制された。

## 交子の発行
鉄銭は銅銭に比べて重く、持ち運びに不便であり、またそのことから銅銭に比べて十分の一程度の価値しか持たなかった。そこに四川の中心都市・成都の16の交子鋪が組合を作り、鉄銭を預かってその預かり証書として交子を発行した。この交子鋪組合は政府の認可を受けて四川での交子の発行を独占し、信用を高めたため重い鉄銭よりも交子の方が重用されるようになり、他の地域の交子や会子を圧倒した。
その後、四川の交子鋪は事業に失敗して銅銭の準備高が足りなくなり、不払いを起こした。天聖元年（1023年）、これを見た政府は交子の利益に目を付けて官業とし、民間による交子発行を禁じた。宋政府は本銭（兌換準備金）として36万緡（貫）を備え、発行限度額を125万余緡として、交子を流通させた。ここに至って交子は単なる引き換え用証書ではなく正式な紙幣となった。
交子はその利便性から需要が増え、また宋政府は北方の遼・西夏との軍事費に当てるための財源として交子を欲し、熙寧5年（1072年）に発行額を倍に増やし、その後も増え続け、次第に乱発気味になって崇寧5年（1106年）には2600万緡と当初の20倍以上に膨れ上がった。濫発と共に兌換が停止され、交子の価値は一気に下落し、額面一貫の交子が銭十数文としか取引されないようになった。
ここに至って交子の流通は止まり、政府は大観元年（1107年）に交子に代わって銭引を発行するようになった。後に南宋になってから銭引もまた信用を落として代わりに会子が発行されるようになった。
南宋では銅銭の発行が減ったため、紙幣である会子の発行が急増した。地方によって紙幣が異なり、行在会子（東南会子）、淮南交子、湖広会子、四川の銭引などがあった。会子の発行は1界ごとに増加し、宋金戦争の時代には1億4000万貫、モンゴル・南宋戦争の時代には6億5000万貫と大量発行された。

### 使用期限
交子には界と呼ばれる期限が設けられており、新しい交子と交換せねば単なる紙切れと化した。北宋・南宋ともに紙幣は界制によって有効期限が3年と定められ、1界ごとに125万貫が発行され、界が異なる紙幣は異なる貨幣と見なされた。

### 額面
交子、会子共に基本的に高額面で、会子は1貫・2貫・3貫の種類があった。紙幣には有効期限があり、期限前に新札との交換は可能だが、新旧の紙幣交換には手数料がかかった。